# Silao, Indien
Silao är en ort i Indien.   Den ligger i distriktet Nālanda och delstaten Bihar, i den nordöstra delen av landet, 900 km öster om huvudstaden New Delhi. Silao ligger 70 meter över havet och antalet invånare är 21 828.
Terrängen runt Silao är platt åt nordväst, men åt sydost är den kuperad. Runt Silao är det tätbefolkat, med 709 invånare per kvadratkilometer. Närmaste större samhälle är Bihār Sharīf, 16,2 km nordost om Silao. Trakten runt Silao består till största delen av jordbruksmark.